# Stanley Benham
Stanley Delong "Stan" Benham, född 21 december 1913, död 22 april 1970, var en amerikansk bobåkare.
Benham blev olympisk silvermedaljör i fyrmansbob vid vinterspelen 1952 i Oslo.